# Алікадам (упазіла)
Алікада́м (бенг. আলিকদম, англ. Alikadam) — одна з 7 упазіл зіли Бандарбан регіону Читтагонг Бангладеш, розташована на центральному півдні зіли.
Населення — 37 259 осіб (2008; 24 782 в 1991).

## Адміністративний поділ
До складу упазіли входять 2 варди:
| Зіла     | Площа, км² | Населення, осіб (2008) |
| -------- | ---------- | ---------------------- |
| Алікадам | -          | 18766                  |
| Чокхйонг | -          | 18493                  |